# Lei do Reino da Suécia
A Lei do Reino da Suécia (em sueco: Sveriges rikes lag) é uma compilação prática das principais leis do código jurídico oficial - o Código das Leis da Suécia (em sueco: Svensk författningssamling, SFS). É publicada pela editora Norstedt Juridik AB, em Estocolmo.

Esta obra contém legislação sueca desde 1734, substituindo a Lei Nacional de Cristóvão da Baviera de 1442, que coexistia com o código medieval da Lei Nacional de Magnus Eriksson de 1350. 

Mantém os mesmos capítulos, mas o teor das leis está completamente modificado, acompanhando a evolução dos tempos.